# Harman (Alkaloid)
Harman ist das namensgebende Alkaloid der Gruppe der Harman-Alkaloide, das Hauptalkaloid der Passionsblume Passiflora incarnata und ein β-Carbolin. Es findet sich in verschiedenen Lebensmitteln, darunter in Kaffee Saucen, und gekochtem Fleisch.  Es ist auch ein Bestandteil von Tabakrauch.
Harman ist ein methyliertes Derivat des Norharman (Trivialname β-Carbolin) mit der Summenformel C12H10N2.

## Natürliches Vorkommen
Harman ist in der Umwelt weit verbreitet. Manche Bakterienarten stellen Harman über mehrere Zwischenstufen aus Tryptophan und Acetaldehyd her. Menschen sind Harman ständig ausgesetzt.
| Familie    | Art               |
| ---------- | ----------------- |
| Rubiaceae  | Coffea arabica    |
| Solanaceae | Nicotiana tabacum |
| Theaceae   | Camellia sinensis |

## Tabakrauch, Wirkungen und Nachweis
Beim Erhitzen von Tabak (Tabakpyrolyse) entsteht Harman aus Tryptophan; beim Rauchen entstehen 0,7–3,6 μg/Zigarette, die über die Partikelphase des Hauptstromrauches abgegeben werden. Für die aus dem Rauch aufgenommenen Dosen ist keine pharmakologische oder toxikologische Wirkung bekannt.
Bei der Aufnahme hoher Dosen wird über eine euphorisierende Wirkung und Rauschzustände berichtet. Im Ames-Test wurde für Harman eine comutagene Wirkung ermittelt.
Harman wird analytisch über Gaschromatographie nachgewiesen.